# 伊予氷見駅
伊予氷見駅（いよひみえき）は、愛媛県西条市氷見乙にある四国旅客鉄道（JR四国）予讃線の駅である。駅番号はY33。

## 歴史
- 1961年（昭和36年）6月1日：国鉄によって開設[3][4]。気動車の旅客のみ取扱う駅員無配置駅[5]。
- 1987年（昭和62年）4月1日：国鉄分割民営化により、四国旅客鉄道の駅となる[3]。

## 駅構造
単式ホーム1面1線を有する地上駅。無人駅である。

## 駅周辺
- 西条市西条西部公園
  - 西条西部体育館
  - 石鎚クライミングパークSAIJO
- 四国八十八箇所六十三番吉祥寺
- 石岡神社
- いしづち発電所

## 隣の駅
四国旅客鉄道（JR四国）
■予讃線
石鎚山駅 (Y32) - 伊予氷見駅 (Y33) - 伊予小松駅 (Y34)